# Бела чешма (Самуилово)
Белата чешма (изписване до 1945 година: Бѣлата чешма) е военен паметник чешма в петричкото село Самуилово (до 1935 г. Димидово), България. Разположена е на 500 m южно от селото. Около чешмата има горичка от 100 вековни чинара. В 2009 година до чешмата е изградена екопътека.
Построена е в 1916 година от войници от Шеста пехотна бдинска дивизия в памет на загиналите за освобождението на Македония български войници. На чешмата е изписано:
| „ | 1915 - 1916 Отъ Дунава прѣзъ Тимокъ и Морава на Бѣласица. 6П Бдинска дивизия | “ |

През 2015 година жителите на селото тържествено отбелязват 100-годишния юбилей от построяването на чешмата.
Паметникът е включен в Регистъра на военните паметници в България.
- Белата чешма през 2019 година
- Белата чешма през Първата световна война, 11-та пехотна Македонска дивизия

## Вънщни препратки
- Бялата чешма – военен паметник и символ на село Самуилово до Петрич